# エドワード・デニソン・ロス

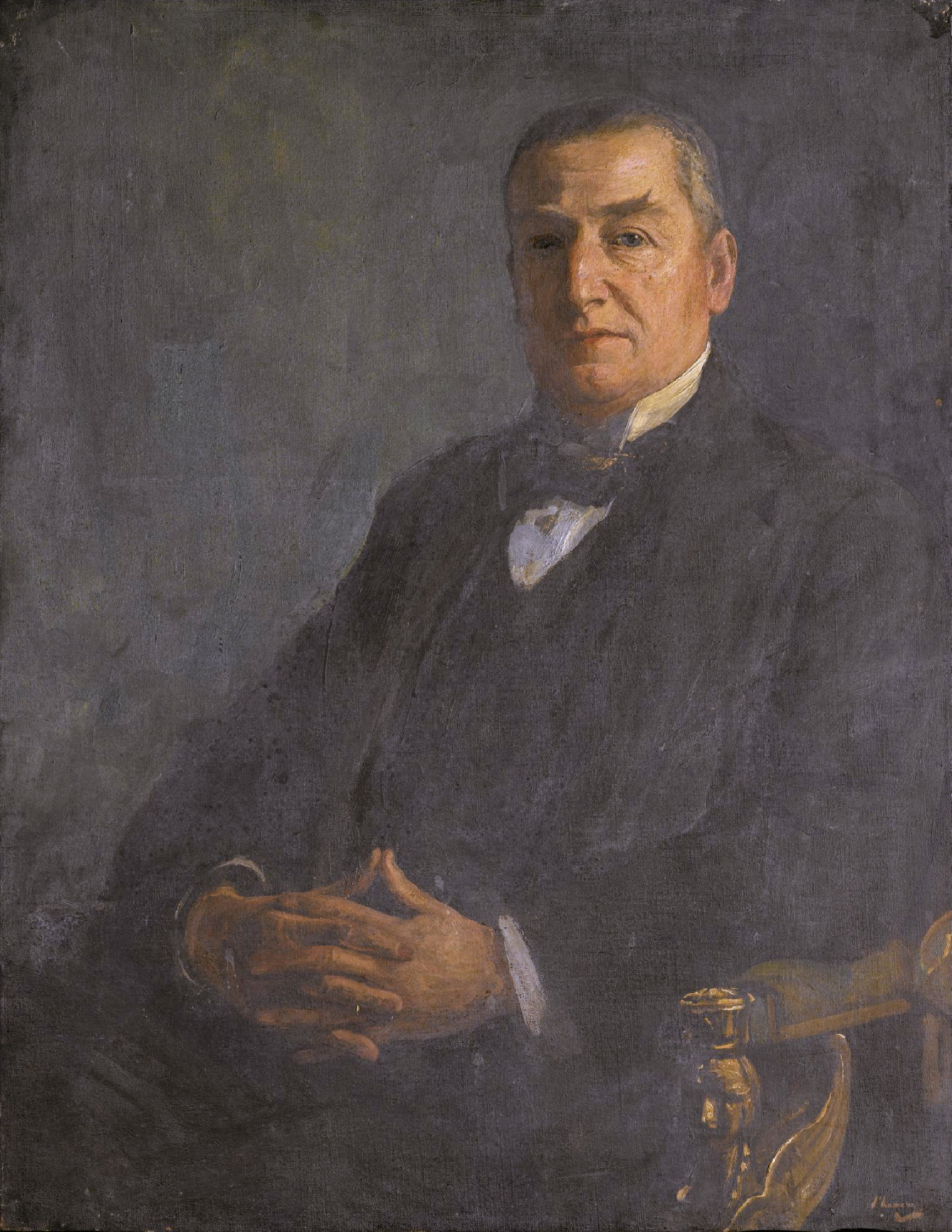
エドワード・デニソン・ロスの肖像、ジョン・ラヴェリー 画、1922年。

サー・エドワード・デニソン・ロス（Sir Edward Denison Ross、1871年6月6日 - 1940年9月20日）は、イギリスの東洋学者、アジアの諸言語を専門とした言語学者。49の言語を読むことができ、そのうち30言語を話すこともできた。イギリス情報部近東局 (the British Information Bureau for the Near East) の局長を務めた。

## 経歴

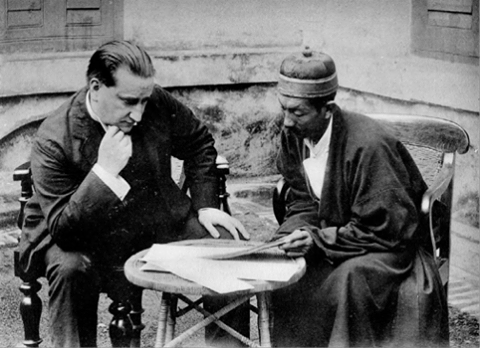
ラマ・ロブザン (Lama Lobzang) からチベット語を学ぶサー・エドワード・デニソン・ロス。おそらくは1907年、ダージリンで撮影されたもの。

ロスはロンドンに生まれ、モールブラ・カレッジからロンドン大学ユニヴァーシティ・カレッジ・ロンドンに進んだ。フランスに留学してパリやストラスブールに学び、1894年にストラスブール大学からペルシア語研究により博士号を得て帰国し、1896年にユニヴァーシティ・カレッジ・ロンドンでペルシア語の教授となった。
1901年、カルカッタ・マドラサ・ムスリム・カレッジ (Calcutta Madrasah Muslim College) の校長となり、以降、当時のカルカッタ（コルカタ）で教育行政に関わり、また当地でサンスクリット語、中国語、チベット語なども習得した。
1914年、インドから帰国したロスは大英博物館のスタッフの一員となり、サー・オーレル・スタインのコレクションのカタログ作成を命じられた。
ロスは、ロンドン大学の東洋研究学院（School of Oriental Studies：後の東洋アフリカ研究学院）の初代院長を、1916年から1937年にかけて務めた。院長としてのロスは、第一次世界大戦の戦時下に開設されたばかりで、財政的にも困難を抱えていた東洋研究学院を、二度にわたる移転を経て存続発展させることに大いに寄与した。この間、1926年から1931年にかけて、ジョージ・ラウトレッジ・アンド・サンズから刊行された26巻のシリーズ『The Broadway Travellers』の執筆と編集を、アイリーン・パワーとともに務めた。このシリーズには、17世紀の海軍の従軍牧師ヘンリー・トンジの日記も含まれていた。1934年、エドワード・デニソン・ロスは、テヘランで開催されたフェルドウスィー千年祭に出席した。

## 関連文献
- "Sir Edward Dennison Ross (1871 - 1940): A Persian Scholar and Orientalist Par Excellence" by R M Chopra, INDO-IRANICA, Vol.LXVI, Nos.1 to 4, 2013